# Transport ferroviaire en Afrique du Sud
Plan
Le transport ferroviaire en Afrique du Sud repose sur un réseau cogéré par l'État sud-africain. Acteur majeur du transport et du fret, le transport ferroviaire dans ce pays est le plus développé du continent africain.

## Histoire

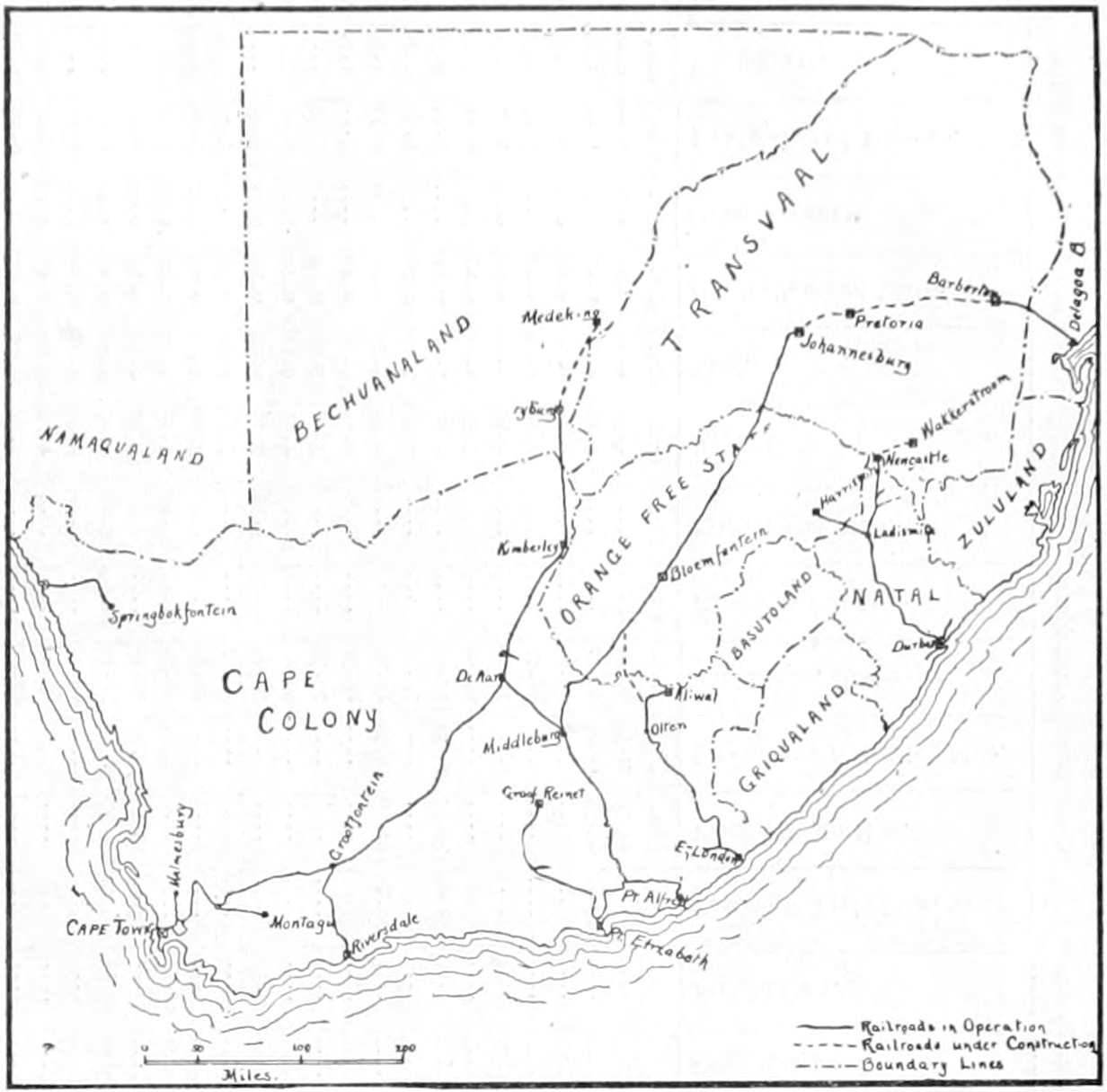
Le réseau ferré en 1892

La première locomotive à vapeur circulait sur une ligne de 3,2 km exploitée par la Compagnie ferroviaire du Natal (en). Ce petit tronçon ferroviaire reliant la ville de Durban à son port a été ouvert le 26 juin 1860. Pendant ce temps, Le Cap était en train de construire une ligne de 72 km à écartement normal pour connecter Wellington. Néanmoins, le chantier a pris du retard en raison des difficultés de construction, et le premier segment allant jusqu'à Eerste River fut ouvert le 13 février 1862. La compagnie ferroviaire de la Colonie du Cap entamait à cette époque une forte expansion, étroitement liée à la fondation de la Cape Government Railways (en) en 1872. Par la suite, d'autres lignes ont commencé à sortir de terre dans d'autres provinces (peu avant 1880, un contrat sur cinq ans, pour 500 000 traverses de chemin de fer est passé avec un entrepreneur local, puis résilié)
En 1898, un regroupement a été instauré, créant ainsi un réseau ferré public. Le réseau s'était déjà largement étendu en 1910, et commençait à s'étendre au-delà des frontières en Rhodésie (Zambie). L'ambition de l'époque était une ligne panafricaine liant Le Caire en Égypte à l'extrémité sud du continent (Chemin de fer Le Cap – Le Caire), aujourd'hui encore incomplet.
En 1910, les quatre provinces fusionnent donnant naissance à l'État actuel d'Afrique du Sud, induisant une fusion des réseaux ferrés, dont l'exploitation devient nationale. L'électrification du réseau débute dans les années 1920 sur la ligne Glencoe -Pietermaritzburg, alimentée par la centrale électrique de Colenso (en).
Pendant le régime de l'Apartheid, le gouvernement construit un réseau étendu dans des zones rurales avec une activité de fret extrêmement faible afin de plaire aux fermiers.
Au cours des années 1980, le secteur des transports est réorganisé. Au lieu d'être directement administré par des organismes gouvernementaux, Transnet (en), entreprise lucrative co-détenue par l'État prend le relais. Ultérieurement, des parties du réseau ont été privatisées.
Le secteur ferroviaire souffre de faits de corruption importants sous la présidence de Jacob Zuma, au pouvoir de 2009 à 2018, ce qui nuit beaucoup à la disponibilité des locomotives. Le vol de câbles en cuivre est en forte augmentation depuis 2019.
Alors que seulement 30 % des travaux de maintenance sont réalisés, Transnet a doublé ses dépenses de personnel entre 2012 et 2022. En raison des insuffisances de Transnet, une quantité croissante de produits miniers est transportée par camions.

## Réseau
Transnet (et antérieurement Spoornet) se sont fait connaître pour ses lignes prestigieuses, avec notamment la luxueuse Blue Train qui circule entre Johannesbourg et Le Cap. Cette ligne a souvent été nommée comme la plus luxueuse ligne à travers le monde, et ses 1 600 km parcourus sont une attraction touristique nationale.
Avec l'augmentation constante du réseau autoroutier sud-africain, le transport de voyageurs de longue distance a tendance à décliner. Sur des distances plus courtes, le train est utilisé dans les migrations pendulaires. La moitié du réseau ferroviaire est pleinement exploitée, le reste ne supportant que peu, voire aucune activité. De ce fait, pour maintenir une bonne rentabilité, Transnet préfère se concentrer sur l'offre de fret.
Une ligne à grande vitesse entre Johannesbourg et Durban a été envisagée pour diviser par quatre le temps d'accès (12h), mais comme de nombreux grands projets d'aménagement, la question du financement (50 milliards d'euros) rend incertaine la mise en chantier,.

## Caractéristiques
L'Afrique du Sud compte plus de 30 000 km de voies ferrées.
La quasi-totalité du réseau ferré d'Afrique du Sud emploie un écartement des rails étroit, la voie sud-africaine (1 067 mm),,. Ce choix s'est effectué au XIXe siècle pour réduire le coût de construction, notamment autour et dans les zones montagneuses. Néanmoins, la ligne du Gautrain ouverte en 2010 s'est construite sur des rails à écartement normal. L'objectif ultime serait de convertir l'ensemble des lignes vers l'écartement normal pour augmenter la capacité de fret[réf. nécessaire].
Par ailleurs, plusieurs lignes annexes ont été construites au cours du XXe siècle sur un écartement de deux pieds (en) (610 mm).
Les trains sud-africains sont arrimés ensemble par attelage Janney, système développé initialement aux USA au XIXe siècle. Si l'Afrique du Sud a longtemps été en avance sur l'attelage, de grands retards ont été pris au niveau des systèmes de freinage. En effet, la majeure partie des trains continuent d'utiliser les freins à vide (en), quoi qu'en cours de remplacement par des freins à air.
Au moins la moitié du réseau ferroviaire est électrifiée. Plusieurs voltages différents sont utilisés selon le matériel roulant. La plus grande partie des trains fonctionnent au 3800 v DC, employé en général sur les lignes pendulaires. Dans les années 1980 apparait l'électrification en haut voltage (25 kV AC, parfois 50 kV AC)

## Matériel roulant
Le matériel roulant ferroviaire provient de nombreux constructeurs. En 1957, l'entreprise sud-africaine Union Carriage & Wagon (en) a été fondée, permettant à une production nationale d'être présentée aux appels d'offres.

## Accidents et incidents
- 2 février 2002, 24 personnes décèdent lors de la collision ferroviaire de Charlotte's Dale (en)
- 26 octobre 2005, collision ferroviaire de Deelfontein entre un Blue Train et un Trans Karoo
- 13 novembre 2006, accident du passage à niveau de Faure (en), 19 personnes décèdent sur le passage à niveau à Somerset West lorsqu'un train a frappé un camion transportant des ouvriers agricoles[14]
- 21 avril 2010, trois membres d'équipage meurent lors du déraillement de Pretoria (en) impliquant un Rovos Rail (en).
- 25 août 2010: décès de dix enfants lors de l'accident du passage à niveau de Blackheath (en) où un Metrorail (en) traversait un minibus.
- 13 juillet 2012. l'accident du passage à niveau de Hectorspruit (en) laisse au moins 25 morts à Mpumalanga. Un train de charbon avait fauché un camion transportant des travailleurs agricoles.